# Железничка станица Мала Иванча
Железничка станица Мала Иванча је једна од железничких станица на прузи Београд—Пожаревац. Налази се насељу Мала Иванча у градској општини Сопот у Београду. Пруга се наставља у једном смеру ка Малом Пожаревцу и другом према Липама. Железничка станица Мала Иванча се састоји из 3 колосека. 